# ... E o Mundo Se Diverte
… E o Mundo Se Diverte é um filme brasileiro de 1948, dos gêneros musical e comédia chanchada, dirigido por Watson Macedo. Segundo o Dicionário de Filmes Brasileiros, organizado por Antonio Leão, é "o momento em que Watson Macedo começa a traçar o caminho do que se convencionou chamar de chanchada musical".
Segundo a revista O Cruzeiro: "A deficiência maior dessa produção da Atlântida está no argumento. E é principalmente isso o que mais irrita no cinema nacional. Já que havia possibilidades de se apresentar um espetáculo tecnicamente aceitável, por que utilizar uma história tão desconchavada, mero pretexto para mostrar alguns números musicais, com os indefectíveis artistas do nosso rádio?".

## Sinopse
O datilógrafo de um teatro em crise financeira é erroneamente diagnosticado como tendo pouquíssimo tempo restante de vida, porque na clínica trocaram sua radiografia pela de outro doente. Os colegas do trabalho resolvem realizar todos os seus desejos para que tenha um "final de vida" feliz. O sonho do datilógrafo é montar uma revista na qual ninguém bota fé, mas que acaba, paradoxalmente, salvando o teatro da falência. No final a troca das radiografias é descoberta e o faxineiro casa-se com a filha do diretor do teatro.

## Elenco principal
O elenco principal do filme contou com os seguintes nomes:
- Oscarito: Pacheco, faxineiro do teatro.
- Grande Otelo: Aparício, zelador do teatro.
- Modesto de Souza: Damião, diretor do teatro.
- Eliana Macedo: Neusa, filha do diretor do teatro.
- Alberto Ruschel:  Alberto, o datilógrafo "doente".
- Humberto Catalano: Firmino, auxiliar do diretor que conspira contra ele.
- Madame Lou: Madame Valentim.

### Números musicais
Na parte musical do filme, apresenta-se as seguintes canções:
- Grito de guerra: com Oscarito e personagens do jornal; autor: Arnaldo Figueiredo.
- Abandonado: com Quitandinha Serenaders; autor: Pepe Aguero.
- Favorita do Sultão: com Araci Costa; autores: Nássara e J. Batista.
- Pegando Fogo: com Chuca Chuca e seu Conjunto; autores: José Maria de Abreu e Francisco Mattoso.
- La Reina: com Ruy Rey; autores: Rutinaldo e Ruy Rey.
- Jacarepaguá: com Vocalistas Tropicais; autores: Paquito, Romeu Gentil e Marino Pinto.
- Falam de Mim: com Acadêmicos do Salgueiro;  autores: E. Silva e N. Oliveira.
- Tempo de Criança: com Adelaide Chiozzo; autores: Ely Turquini e João de Souza.
- Que Mentira que Lorota Boa: com Luiz Gonzaga; autores: Humberto Teixeira e Luiz Gonzaga.
- Ave sem Nunho: com Horacina Corrêa; autores: Luiz Soberano e Osvaldo Fonseca.
- Espanhola Diferente: com Ruy Rey; autores: Nássara e Peterpan.
- Tabuleiro da Baiana: com Eliana e Quitandinha Serenaders; autor: Ary Barroso.